# Indoaleyrodes pseudoculatus
Indoaleyrodes pseudoculatus là một loài côn trùng cánh nửa trong họ Aleyrodidae, phân họ Aleyrodinae.
Indoaleyrodes pseudoculatus được Martin miêu tả khoa học đầu tiên năm 1985.